# Seti Filo
Pas d'image ? Cliquez ici

a Compétitions nationales et continentales officielles uniquement.

b Matchs officiels uniquement.
Dernière mise à jour le 1 novembre 2015.
Seti Filo, né le 24 mars 1982 aux Tonga est un joueur de rugby à XV international tongien, évoluant principalement au poste de troisième ligne centre (1,94 m pour 108 kg)

## Carrière

### Clubs successifs
- 2004-2005 : CA Bègles-Bordeaux
- 2005-2006 : Tarbes Pyrénées
- 2006-2007 : UA Gaillac
- 2007-2010 : Union Bordeaux Bègles
- 2010-2012 : Section Paloise

### Équipe nationale
Seti Filo a joué son premier match avec les Tonga le 5 juin 2004 contre l'équipe des Fidji.

## Palmarès

### Équipe nationale
- 2 sélections en 2004